# Ferrovie Hankyū
Le Ferrovie Hankyu (阪急電鉄?, Hankyū Dentetsu) sono una delle maggiori compagnie ferroviarie private del Giappone. Oltre ai servizi ferroviari offrono quelli di autobus suburbani nella zona nord della regione del Kansai. Il principale terminale della compagnia è la stazione di Umeda, a Osaka, e il colore che contraddistingue i treni è il bordeaux.
Ogni giorno le ferrovie Hankyu trasportano circa 1.950.000 persone con treni locali, semi-espressi ed espressi senza alcun sovrapprezzo.

## Storia

### Fondazione
Nel 1907 venne fondata da Ichizō Kobayashi la Compagnia Tranvie Elettriche Minō Arima (箕面有馬電気軌道株式会社?, Minō Arima Denki Kidō Kabushiki Gaisha), azienda che in seguito avrebbe generato l'odierna Hankyū Hanshin Holdings.
Il 10 marzo 1910 la compagnia aprì le linee Takarazuka, da Umeda a Takarazuka, e la Minō, dal nodo di Ishibashi a Minō.

### Espansione verso Kobe
Il 4 febbraio 1918, le Tranvie Minō Arima presero il nome Compagnia Ferroviaria Hanshin Kyūkō (阪神急行電鉄株式会社?, Hanshin Kyūkō Dentetsu Kabushiki Gaisha, chiamate anche semplicemente "Hankyū", 阪急).
Il 16 luglio 1920 vennero inaugurate le linee di Kōbe da Jūsō a Kobe (in seguito rinominata Kamitsutsui) e di Itami, da Tsukaguchi a Itami. Il 1º aprile 1936 la linea Kobe venne estesa da Nishi-Nada (l'attuale Ōji-kōen) al nuovo terminal di Kobe (la stazione di Sannomiya odierna), e il tratto fra Nishi-Wada e Kamitsutsui venne rinominato "Linea Kamitsutsui", che sarebbe stato poi abolito nel 1940.
Nel 1936, l'azienda fondò la squadra professionale di baseball degli Hankyu, e l'anno seguente fece costruire lo Stadio di Hankyu Nishinomiya, vicino alla stazione di Nishinomiya-Kitaguchi. Nel 1998 le ferrovie vendettero la franchigia al gruppo ORIX e nel 2005 gli Orix BlueWave (オリックス・ブルーウェーブ) si fusero con gli Osaka Kintetsu Buffaloes (大阪近鉄バファローズ) per dare vita agli odierni Orix Buffaloes.

### Fusione e separazione con le ferrovie Keihan
Il 1º ottobre 1943, su ordine del governo, la Hanshin Kyūkō e le Ferrovie Keihan si unirono, e vennero rinominate Compagnia Ferroviaria Keihanshin Kyūkō (京阪神急行電鉄株式会社?, Keihanshin Kyūkō Dentetsu Kabushiki Kaisha). Le linee che vennero riunite sotto lo stesso gestore erano la linea principale Keihan, la linea Uji, la linea Shinkeihan (l'attuale linea Kyoto), la linea Senriyama (l'attuale linea Senri), la linea Jūsō (parte della linea Kyoto), la linea Arashiyama, la linea Keishin e la linea Ishiyama Sakamoto. Nel 1945 fu inglobata anche la linea Katano.
Il 1º dicembre 1949 le Ferrovie Keihan si ricostituirono con una nuova ragione sociale e si separarono dalle Keihanshin Kyūkō. Le linee Keihan principale, Katano, Uji, Keishin e Ishiyama-Sakamoto vennero assegnate alle Ferrovie Keihan. La linea Shinkeihan tornò a far parte delle Keihanshin, la cui struttura sarebbe poi rimasta pressoché immutata sino ad oggi. L'abbreviazione delle Keihanshin Kyūkō venne cambiata in questo periodo da "Keihanshin" a quella odierna di "Hankyū".

### Sviluppo nel dopoguerra
Il 7 aprile 1968 la linea principale Kobe iniziò il servizio diretto sulla linea Tozai della Ferrovia Rapida di Kobe e sulla linea principale Sanyō delle Ferrovie Elettriche Sanyō. Il 6 dicembre 1969 iniziarono i servizi diretti fra la linea principale Kyōto e la linea Sakaisuji della metropolitana di Osaka. Nel 1970 la linea Senri fu uno dei principali vettori di trasporto per l'Expo 1970.
Il 1º aprile 1973 la Keihanshin Kyūkō Railway Company cambiò il nome in Hankyu Corporation (阪急電鉄株式会社?, Hankyū Dentetsu Kabushiki Gaisha). Il 1º aprile 2005, la Hankyu Corporation divenne una holding, e il nome divenne Hankyu Holdings, Inc. (阪急ホールディングス株式会社?, Hankyū Hōrudhingusu Kabushiki Gaisha). La sezione ferroviaria venne ceduta alla sussidiaria Hankyu Corporation.

Mappa generale delle ferrovie Hankyu

Il 1º ottobre 2006 Hankyu Holdings divenne anche la proprietaria delle Ferrovie Elettriche Hanshin e prese il nome Hankyu Hanshin Holdings, Inc..

## Linee ferroviarie
- ■ Linea Kōbe (categoria 1: Umeda - Sannomiya)
  - ■ Linea Itami (伊丹線) (categoria 1: Tsukaguchi - Itami)
  - ■ Linea Imazu (今津線) (categoria 1: Imazu - Nishinomiya-kitaguchi - Takarazuka)
  - ■ Linea Kōyō (甲陽線) (categoria 1: Shukugawa - Kōyōen)
  - ■ Linea Kōbe Kōsoku (神戸高速線) (categoria 2: Sannomiya - Shinkaichi)
- ■Linea Takarazuka (categoria 1: Umeda - Takarazuka)
  - ■ Linea Minoo (箕面線) (categoria 1: Ishibashi-Minoo)
- ■ Linea Kyōto (categoria 1: Umeda - Kawaramachi)
  - ■ Linea Senri (千里線) (categoria 1: Tenjimbashisuji Roku-chome - Awaji - Kita-Senri)
  - ■ Linea Arashiyama (嵐山線) (categoria 1: Katsura - Arashiyama)

Queste tre linee per motivi storici possono essere raggruppate in due, la linea Kobe-Talarazuka e la linea Kyoto. Anche il materiale rotabile si diversifica in due tipologie per i due gruppi.

## Materiale rotabile

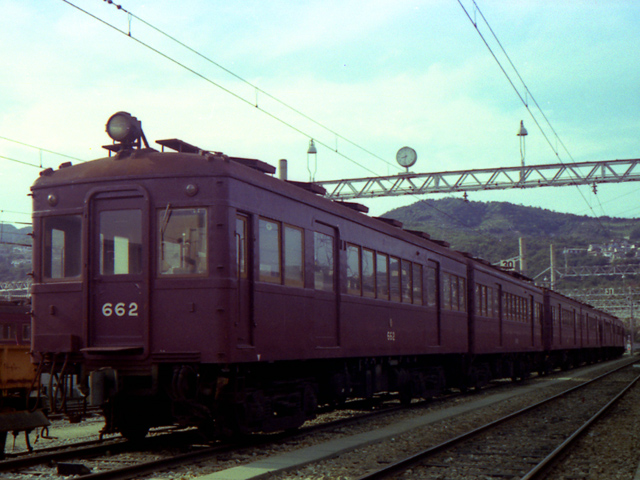
Uno dei convogli della serie 610, costruiti fra il 1953 e il 1956

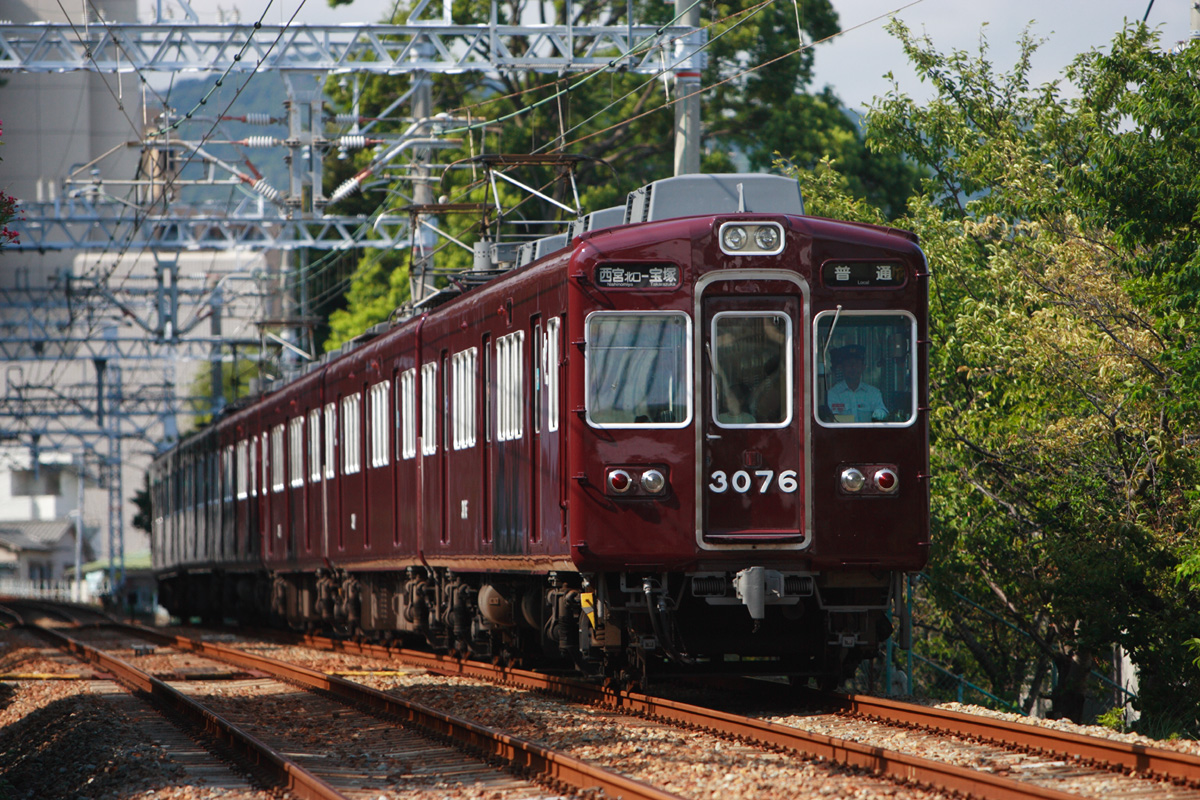
Treno della serie 3000

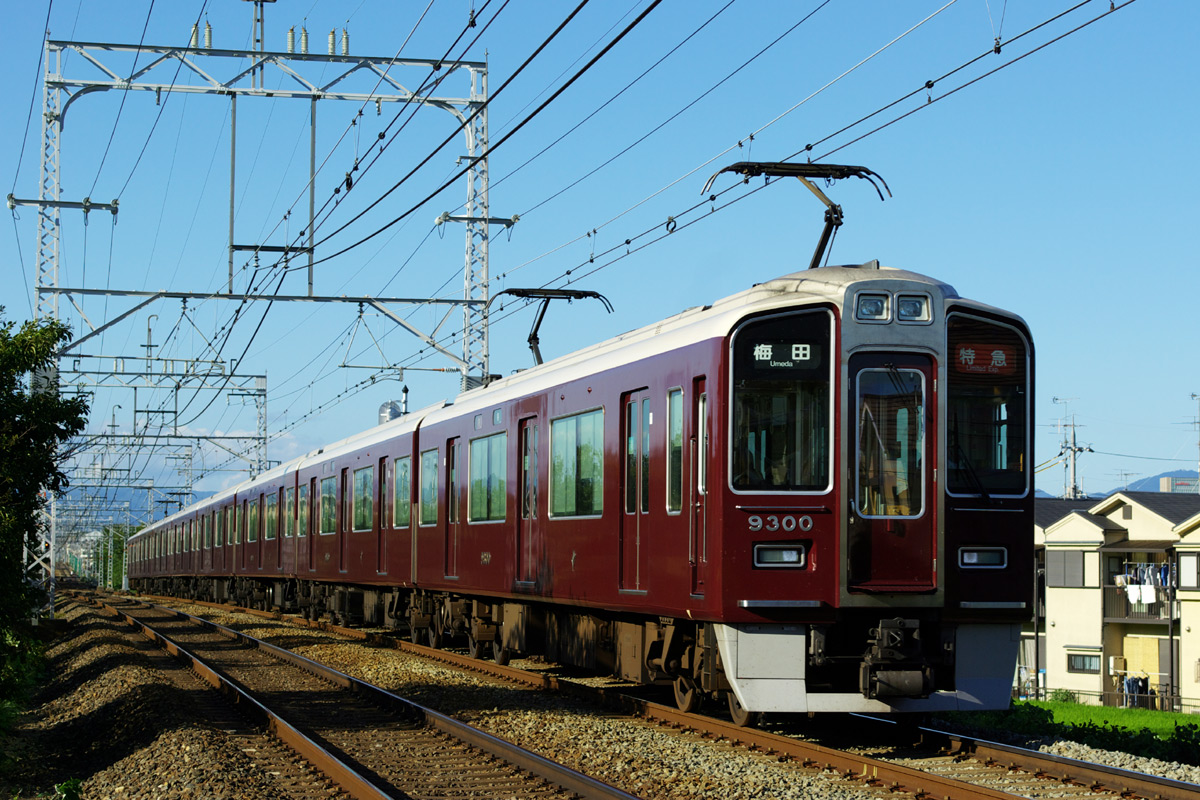
Treno della serie 9300

Al 31 marzo 2010 Hankyu possiede 1.319 carrozze di tipo metropolitano per i servizi passeggeri. La maggior parte sono dotate di tre porte per lato, con sedili disposti lungo i lati delle carrozze. Le linee Kobe e Takarazuka utilizzano la stessa tipologia di materiale, mentre per ragioni storiche la linea per Kyoto ha del materiale diverso. Alcune delle vecchie carrozze della Hankyu, come la serie 2000 e la 3100 sono state trasferite alle Ferrovie Nose.

### Linee Kobe e Takarazuka
- Hankyū serie 9000
- Hankyū serie 8200
- Hankyū serie 8000 (una parte con file di sedili trasversali)
- Hankyū serie 7000
- Hankyū serie 6000
- Hankyū serie 5100
- Hankyū serie 5000
- Hankyū serie 3100
- Hankyū serie 3000

### Linea Kyoto
- Hankyū serie 9300 (con file di sedili trasversali)
- Hankyū serie 8300
- Hankyū serie 7300
- Hankyū serie 6300 (due porte per lato, con file di sedili trasversali)
- Hankyū serie 5300
- Hankyū serie 3300
- Hankyū serie 2300

## Biglietti
Per i biglietti delle varie linee Hankyu vige un sistema tariffario integrato con prezzi che variano in base alla distanza percorsa. Si acquistano all'interno delle stazioni nelle biglietterie automatiche e l'accesso avviene attraverso i tornelli, che fungono anche da obliteratrice. A fianco dei tornelli si trova il personale di servizio con funzioni di sorveglianza e di assistenza. Quando si entra, il biglietto va inserito nell'apposita fessura del tornello e si riprende dopo che è stato obliterato. All'uscita lo si inserisce nella fessura del tornello e non viene restituito. Se si scende a una fermata dopo aver percorso un tratto il cui prezzo è superiore a quello del biglietto acquistato, prima dei tornelli di uscita vi sono macchine automatiche per integrare il prezzo del biglietto. Possono essere acquistati in blocco 11 biglietti al prezzo di 10. Inoltre, in alcuni negozi adibiti alla vendita di biglietti (treni, aerei, autobus), ubicati nei pressi delle stazioni principali, è possibile acquistare anche biglietti che coprono l'intera rete a tariffa unica (che si aggira fra i 390 e i 430 yen, a scelta dell'esercente). Questi ultimi sono denominati Hankyu zensen kippu (阪急全線切符), ossia "biglietti per l'intera linea Hankyu.
Sono anche accettati i pagamenti con le smart card giapponesi della PiTaPa e della ICOCA. I terminali che leggono le card si trovano sui tornelli di entrata e uscita.

### Tariffe
Prezzo del biglietto singolo (adulti) in yen giapponesi in base alla distanza:
| Distanza (km) | Tariffa (JPY) |
| ------------- | ------------- |
| 1–4           | 150           |
| 5–9           | 180           |
| 10–14         | 220           |
| 15–19         | 260           |
| 20–26         | 270           |
| 27–33         | 310           |
| 34–42         | 360           |
| 43–51         | 390           |
| 52–60         | 450           |
| 61–70         | 510           |
| 71–76         | 600           |

### Abbonamenti
Gli abbonamenti giornalieri si possono acquistare nelle stazioni e in altri negozi autorizzati, costano 1.200 yen per gli adulti e 600 yen per i bambini. Valgono per tutte le linee della Hankyu, delle Ferrovie Hanshin e della linea Kōbe Kōsoku.

## Etimologia
Il nome Hankyu sta per Keihanshin Kyūkō (京阪神急行). Keihanshin (京阪神) indica le città di Kyoto (京都), Osaka (大阪) e Kōbe (神戸), nonché i loro sobborghi. Kyūkō (急行) significa treno espresso.